# Aphis sogdiana
Aphis sogdiana är en insektsart som beskrevs av Nevsky 1929. Aphis sogdiana ingår i släktet Aphis och familjen långrörsbladlöss. Inga underarter finns listade i Catalogue of Life.